# Im Schatten des Karakorum
Im Schatten des Karakorum (vollständiger Titel: Im Schatten des Karakorum – Durch das wilde Land der Hunza auf die Gipfel der Batura) ist ein preisgekrönter deutsch-österreichischer Dokumentarfilm von Eugen Schuhmacher aus dem Jahr 1955. Er schildert zum einen das karge Leben der Hunza im Hunzatal und zum anderen begleitet er eine deutsch-österreichische Himalaya-Karakorum-Expedition im Frühjahr und Sommer 1954 unter der Leitung von Mathias Rebitsch zum Rakaposhi im Karakorum. Für den Film wurden zwei Synchronfassungen hergestellt. Eine für die westdeutschen und österreichischen Kinos, bei der Ernst Fritz Fürbringer als Erzähler fungiert und eine für die DEFA mit Otto Mellies als Erzähler. Der Vorspann enthält eine Widmung für den Geodäten Karl Heckler, der am 26. Juli 1954 während der Expedition in der Hunza-Schlucht tödlich abstürzte. Finanziert wurde der Film vom Deutschen Alpenverein und der Deutschen Forschungsgemeinschaft. Kinostart war am 3. August 1955 in der Bundesrepublik Deutschland und am 10. Mai 1956 in Österreich.

## Inhalt
In einer animierten Einleitung wird die geographische Lage des Karakorum-Gebirges gezeigt, das sich nördlich des Himalaya-Massivs befindet. Umgeben ist das Gebirge von verschiedenen Tälern, insbesondere dem Chalt, dem Hunza, dem Baltit, dem Gulmit, dem Passu sowie dem Baturagletscher. Anschließend schwenkt die Kamera auf den Flugplatz von Gilgit, auf dem die deutsch-österreichische Expedition eintrifft und von einem Dudelsackmusikcorps begrüßt wird.
Da ein Fortkommen mit modernen Verkehrsmitteln in dieser Region nicht möglich ist, muss die Expedition ihren Weg durch die Hunza-Schlucht zu Fuß oder zu Pferde zurücklegen. Es geht über Rafiqs, von Menschen angelegte Pfade entlang des Gebirges und Hängebrücken über den Hunza-Fluss, von denen die längste 114 m lang ist.
Nach einem viertägigen Fußmarsch und einer Strecke von 150 km erreicht das Expeditionsteam schließlich einen Talkessel, in dem das Volk der Hunza siedelt. Ihre Häuser errichten sie auf dem kargen Land, während das grünende, fruchtbare Land dem Acker- und Gartenbau vorbehalten ist. Die Hunza sind ein Volk von etwa 22.000 Menschen (Stand: 1954), die sich selbst als Nachfahren von Soldaten aus dem Heer von Alexander dem Großen sehen und deren 2000 Jahre alte Traditionen fest verwurzelt sind. Ihre Dörfer sind von Nuss- und Aprikosenbäumen umgeben. Um die Fruchtbarkeit ihrer Böden zu gewährleisten, müssen die Hunza-Bauern das Wasser der Gebirgsgletscher auffangen und über kilometerlange Wasserleitkanäle auf ihre mit Steinmauern umgrenzten Terrassenäcker leiten. Die Wasserverteilung geschieht gewöhnlich nach einem gerechten System zu genau festgelegten Tages- und Nachtzeiten.
Hauptort und das größte der etwa 100 zur damaligen Zeit existierenden Dörfer im Hunza-Tal ist Baltit. Hier haben der Mir und die Rani von Nagar ihren Sitz. Der Mir ist nicht nur Oberhaupt, sondern gilt auch als oberste Gerichtsbarkeit. So fällt er beispielsweise gegen einen Wasserdieb ein Urteil, bei dem der Beschuldigte ein Schaf und 50 Seer frisches Getreide an den Geschädigten zahlen muss. Traditionsgemäß wird die Gerichtssitzung mit einem Fest beendet.
Einen Einblick in die Festtage der Hunza gibt der Schwertertanz, der nur von Männern aufgeführt wird. Hierbei werden die Schritte mit der Zeit immer schneller und die Bewegungen immer drohender. Daneben werden Reiterspiele (mit Schießen vom galoppierenden Pferd und Lanzenstechen) sowie Polo, bei dem nur Hengste geritten werden, dargeboten.
Im Juli beginnt die Erntezeit, wobei das Getreide ohne Hilfsmittel nur mit der Hand von den Hunza-Bauern ausgerupft und anschließend gedroschen wird. Der wichtigste Obstbaum ist die Aprikose, die zusammen mit dem Vollkornfladen das Grundnahrungsmittel der Hunza bildet. Aus einem Teil der Kerne wird Öl gewonnen, ein weiterer Teil wird enthüllt für eine Delikatesse verwendet. Das Holz der Kerne wird verbrannt. Das Aufbereiten der Wolle von Schafen und Ziegen ist Frauensache. Die Männer zwirnen und spinnen den Textilrohstoff und verarbeiten ihn an den Webstühlen.
Das aufwendigste Haus in Balkit neben dem Schloss ist der mit Ornamenten verzierte Fachwerkbau der Schule. Hier wird nicht nur Lesen, Schreiben und Englisch gelehrt, sondern auch die Kunst der Seidenspinnerzucht und die Gewinnung von Seide. Sobald die Raupe sich in ihrem Kokon verpuppt hat, wird sie abgetötet. Die Seidenumhüllung wird gesammelt und als Rohstoff an das Werk weitergegeben, wo die Seide gespult und gezwirnt wird. Anschließend wird ein Hunza-Junge auf Vogeljagd gezeigt, der mit einer einfachen Steinschleuder einen Singvogel erlegt. Vögel, die im Hunza-Tal vorkommen sind beispielsweise der Haussperling und der Wiedehopf. Haustiere gibt es wenig. Vereinzelt sieht man noch Wasserbüffel im Vorland. Das Kamel verschwindet nach und nach aus dem Hunza-Tal. In höheren Lagen gilt der aus Tibet eingeführte Yak als wichtiges Last- und Reittier. Der Viehreichtum der Hunza besteht jedoch überwiegend aus Schafen und Ziegen, die in den Sommermonaten von Bergweide zu Bergweide getrieben werden.
Der letzte Teil des Films widmet sich wieder der Expedition. Es werden Vorbereitungsarbeiten für die Trägerkarawane zum Rakaposhi gezeigt, der Marsch zu Fuß oder per Reittier über steile Felshänge, heiße wüstenartige Landschaften, Geröll, kahle Hochflächen und Almen. In dieser kargen Gebirgslandschaft leben nur noch Hirten und Jäger. Nach mehreren Marschtagen erreicht die Expedition auf dem Moränenrücken eines Gletschers den Platz, an dem das Hauptlager errichtet wird. Im Bergland beginnt der Frühling und Heckenrosen, Gebirgsblumen, Gelber Hahnenfuß, Wilder Rhabarber, Pestwurzen, Glockenblumen, Vergissmeinnicht und Sanddorn entfalten ihre volle Blüte. Der dominierende Baum in dieser Gegend ist die Birke, dessen dicke Rinde von den Hunza als Einwickelpapier und von den Expeditionsteilnehmern als Schreibpapier verwendet wird.
Anschließend wird das Leben im Hauptlager gezeigt. Die Nahrungsmittelzubereitung, die Arbeit des Teamarztes, den Expeditionsleiter bei der Nachrichtenübermittlung sowie zwei Schneeleopardenbabies, die von einem Einheimischen gefunden wurden und dem Lager als Maskottchen dienten. Der Pflanzengeograph führt meteorologische Messungen durch und herbarisiert Pflanzen. Der Geologe ist bei der erdmagnetischen Vermessung mit der Feldwaage zu sehen und der Geograph sowie der Vermessungsfachmann bei der Kartierung des Expeditionsgebiets und bei der Vermessung des Baturagletschers. In 5000 Metern geht ein Hunza-Jäger auf Steinbockjagd mit der Vorderladerbüchse und bald darauf finden sich Gänsegeier bei einem weiteren Steinbockkadaver ein. Verschiedene Erkundungstrupps werden gebildet, um die beste Marschroute zum Gipfel des Rakaposhi zu finden. Am Ende des Films steigen die Expeditionsteilnehmer Dolf Meyer, Paul Bernett und Martin Schliessler über einen Hängegletscher bis zu einem Nebengipfel des Batura in 6.700 Metern Höhe.

## Auszeichnungen
Im Schatten des Karakorum erhielt die Große Bronzene Plakette für den besten Dokumentarfilm bei den Internationalen Filmfestspielen Berlin 1955. Im selben Jahr erhielt er das Filmband in Gold beim Bundesfilmpreis für den besten abendfüllenden Kulturfilm. Beim IV. Internationalen Festival für Berg- und Forschungsfilme in Trient gewann er die Goldene Alpenrose.

## Kritik und Rezeption
Die Kritiken für diesen Film waren positiv. So schrieb beispielsweise die Zeitschrift Film-Echo im Juli 1955 

„Was ihn von vielen anderen Expeditionsfilmen wesentlich und vorteilhaft unterscheidet, ist seine Klarheit und Sachlichkeit, ist der Verzicht auf alles sichtbare Streben nach der Sensation. Man hat bei diesem Film das sichere Gefühl, nicht mehr vorgesetzt zu bekommen, als das, was der Expedition wirklich begegnete, und nicht durch dramaturgische oder regieliche Kunstgriffe aufs Spielfilm-Glatteis geführt zu werden.“

 Das Bayerische Staatsministerium für Unterricht und Kultur empfahl den Oberklassen der Volks- und Mittelschulen sowie den Schülern der Mittel- und Oberstufe der höheren Lehranstalten den Besuch des Films wegen seines hohen kulturellen Wertes.